# William Gillan Waddell
William Gillan Waddell (Neilston, 21 de abril de 1884-25 de enero de 1945) fue un profesor escocés de estudios clásicos en la actual Universidad de El Cairo.

## Biografía
Waddell nació en Neilston, Escocia. Fue profesor de estudios clásicos en la Universidad Fuad el Awal de El Cairo (Egipto) (en 1940). Waddell fue traductor al inglés de textos en griego y latín antiguos.

## Obras selectas
- Menandro de Atenas; W. G. Waddell (1927). Selections from Menander,. Oxford, Clarendon Press. OCLC 5329253.
- W. G. Waddell (1932). The lighter side of the Greek papyri: a talk to the St. Andrew's society, Cairo, Egypt. [Low Fell near Newcastle upon Tyne] : [C.F. Cutter]. OCLC 4145247.
- Herótodo; W. G. Waddell (1939). Herodotus, book II. Methuen's classical texts. London, Methuen & Co. OCLC 9272920.
- Manetón; Claudio Ptolomeo; W. G. Waddell (1940). Manetho. Loeb classical library 350. Cambridge, Mass., Harvard University Press; Londres, W. Heinemann Ltd. ISBN 9780674993853. OCLC 690604.